# ラールソート
ラールソート（ヒンディー語：लालसोट、Lalsot）は、インドのラージャスターン州、ダウサー県の都市。

## 歴史
1787年7月、マハーダージー・シンディアがこの地でラージプート諸王国の軍勢と戦い、敗北を喫した（ラールソートの戦い）。
そのため、マハーダージーは一時帝都デリーの政権から撤退しなければならなかった。

## 人口
2011年の統計では、192,278人である。そのうち、男は52%、女は48%である。